# HTC Universal

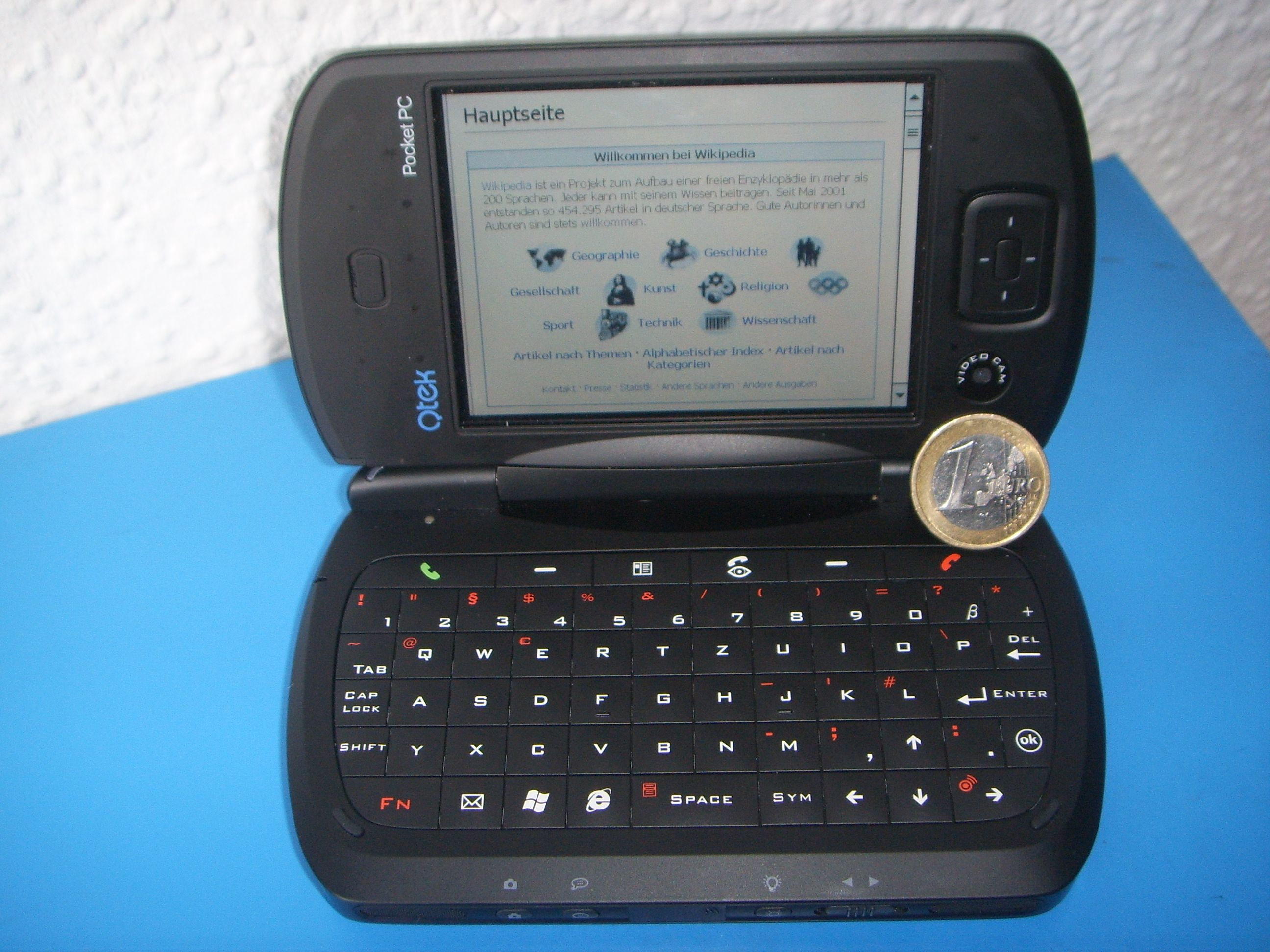

Universal — название платформы коммуникаторов от компании HTC. Все коммуникаторы на этой платформе выпущены HTC, вне зависимости от того, что написано на корпусе коммуникатора.
На платформе HTC Universal выпускались следующие коммуникаторы:
- Qtek 9000
- i-Mate JasJar
- Dopod 900
- T-Mobile MDA Pro
- O2 XDA Exec
- Orange SPV M5000
- Vodafone VPA IV
- HTC Universal

На все вышеперечисленные коммуникаторы возможна установка любой прошивки, выпущенной для любого из этих коммуникаторов, при соблюдении определённых условий.

## Спецификация
Карманный персональный компьютер (КПК) с интегрированным GSM/GPRS-модулем, Bluetooth, Wi-Fi и камерой 1,3 мегапикселя.
Габариты
- 128 мм (длина) x 81 мм (ширина) x 25 мм (толщина)
- Вес 285 граммов с батареей

Процессор/Чипсет
- Intel XScale PXA270 520МГц

Память
- ПЗУ (ROM): 128 Мб
- ОЗУ (RAM): 64 Мб (Возможно расширить до 128 Мб)

LCD-модуль
- 3,6", разрешение 480 x 640 точек (VGA)
- 64K-цветный трансфлективный TFT LCD с белой LED-подсветкой
- Сенсорный экран

Модуль GSM/GPRS/UMTS
- Встроенная антенна
- GSM 850/900/1800/1900
- UMTS 2100/800
- SMS (MO, MT), составной SMS (640 символов)

Дополнительные услуги
- Удержание вызова/ожидание вызова/переадресация вызова
- Запрет вызовов
- АОН
- Отображение собственного номера
- Выбор сети
- Рассылки
- Конференц-связь на несколько участников
- Поддержка Phase 2+ unstructured supplementary service data (USSD)
- Поддержка Incremental Redundancy

SIM
- 3D-режим работы
- Поддержка SIM Application Tool Kit release 99
- Программирование «по воздуху» (Over the Air, OTA)
- Фиксированный набор (FDN)
- Набор по сокращению (аббревиатуре) (ADN)
- Сервисный набор (SDN)
- Защита при помощи Pin 1 & 2

Оповещение
- Индикатор работы GSM-модуля
- Индикация для сети GSM, оповещений и зарядки
- Синий и зелёный светодиоды для индикации работы Bluetooth/WiFi
- Вибрация
- Звук и сообщения на экране

Звук
- 2 встроенных динамика и микрофон
- Ресивер
- Дуплексный режим работы
- Стереоразъем Ø3,5 (4 контакта для подключения гарнитуры)

Камера
- Цветная, CMOS-типа, 1,3 мегапикселя
- Цветная, CMOS-типа 0,3 мегапикселя для видеоконференций